# Gordon Gordh
Gordon Gordh (n. 1945) es un entomólogo estadounidense.

## Biografía
En 1967 obtuvo el título de grado (bachelor's degree) de la Universidad de Colorado y en 1972 su maestría (master's degree). Posteriormente obtuvo su doctorado (Ph.D.) de la University of California, Berkeley en 1974. Durante el mismo año aceptó un cargo como investigador de entomología en el Departamento de Agricultura de los Estados Unidos. Allí estuvo trabajando en el Laboratorio de entomología sistemática ubicado en el Museo Nacional de Historia Natural del Instituto Smithsoniano en Washington D. C., hasta 1977. Estudió parásitos de una familia de Hymenoptera y de la super-familia Chalcidoidea.

## Obras
Según la Biblioteca del Congreso de Estados Unidos, escribió las siguientes obras:
- Gordh, Gordon (1975), The comparative external morphology and systematics of the neotropical parasitic fig wasp genus Idarnes, (Hymenoptera, Torymidae), University of Kansas.
- Gordh, Gordon; Tri︠a︡pit︠s︡yn, V. A. (1981), Taxonomic studies of the Encyrtidae with the descriptions of new species and a new genus, University of California Press, ISBN 0520096290.
- Dahms, Edward; Gordh, Gordon (1997), A review of the genera of Australian Encyrtidae (Hymenoptera: Chalcidoidea) described from Australia by A.A. Girault with a checklist of included species, Associated Publishers, ISBN 1566650658.
- Gordh, Gordon; Headrick, David (2001), A Dictionary of Entomology, CAB International, ISBN 0851992919.
- Gordh, Gordon; Headrick, David (2011), A Dictionary of Entomology, CAB International, ISBN 9781845935429.